# Francesco Savini
Pour les articles homonymes, voir Savini.
Francesco Savini, né le 19 juin 1846 à Teramo et mort le 6 novembre 1940 à Mosciano Sant'Angelo, est un historien, archéologue, bibliographe, paléographe et numismate italien.

## Biographie
Francesco Savini naît en 1846 à Teramo.